# Ana Fernández García
Ana Carlota del Pilar Fernández García (Madrid, 10 de novembre de 1989), més coneguda simplement com a Ana Fernández, és una actriu madrilenya. La gran de tres germans, a la qual li encanta el rock i deu el seu nom a la seva àvia Ana i als seus pares que van voler dir Carlota. Actualment resideix a Madrid. Va ser parella de l'actor i excompany de feina a Los Protegidos Luís Fernánez. És coneguda pel seu paper de Sandra en la sèrie "Los Protegidos" d'antena3, i el paper de Carlota en la sèrie "Las Chicas del Cable" de Netflix

## Biografia
Encara que va començar a estudiar Art escènic als 14 anys, la seva primera aparició va ser als 4 anys (1993) a la minisèrie,El jove Picasso, dirigida per Juan Antonio Bardem. Solia muntar esquetxos amb l'ajuda d'una amiga seva i la seva primera aparició en teatre va ser Helena de Troia. Va començar a estudiar Publicitat i Relacions Públiques, carrera que va deixar per falta de temps. L'actriu és principalment coneguda per dos papers: Sofia a Cüestion de sexo (Cuatro) i Sandra a Los Protegidos (Antena 3). En aquesta última sèrie ha participat amb la seva germana petita Maria, la qual va interpretar a la germana petita del personatge. Ana ha col·laborat en revistes com Telva de la qual va ser model infantil i Vanitat per a la qual va fer un reportatge al costat d'Ana de Armas i Blanca Suárez. Va participar en Password (Cuatro) i en videoclips de grups com Farratge,Les torres dels teus laments, produïda i realitzat per 7cuerdasfilms i Marea. El 3 febrer 2010 va participar en una videotrobada a antena3.com, que va poder seguir a través de Facebook i una setmana més tard va participar en una trobada de Habbo.

## Filmografia

### Internet
- IP, La Serie (2012)

### Televisió
- Cuestión de sexo (2007-2009)
- Los protegidos (2010-2012)
- Impares Premium(2010, 1 episodi)
- Física o química(2010, 1 episodi)
- Actrices(2010, 1 episodi)
- Los quien (2011, 1 episodi)
- Famosos al volante 2012, 2 episodi)
- Las chicas del cable (2017)

### Cinema
Llargmetratges
- Nada que perder (2014)
- Sólo química (2014)
- Bloody West (2014)

Curtmetratges
- Parpadeo (2013)
- Aunque Te Rías De Mí (2013)

### Teatre
- ¿Por qué yo? (2013)